# Anopheles wilsoni
Anopheles wilsoni är en tvåvingeart som beskrevs av Evans 1934. Anopheles wilsoni ingår i släktet Anopheles och familjen stickmyggor. Inga underarter finns listade i Catalogue of Life.